# Achraf Dari
Achraf Dari (in arabo أشرف داري‎?; Casablanca, 6 maggio 1999) è un calciatore marocchino, difensore dell'Al-Ahly e della nazionale marocchina.

## Caratteristiche tecniche
È un difensore centrale.

## Carriera

### Club
Cresciuto nel Wydad Casablanca, con cui vince anche una CAF Champions League, il 30 luglio 2022 viene acquistato a titolo definitivo dai francesi del Brest. Dopo aver debuttato, il 7 agosto, in Ligue 1 contro il Lens, Il 21 agosto segna la prima rete per i brestois nella vittoria per 3-1 contro l'Angers.

### Nazionale
Nel novembre del 2022, viene convocato dal CT Walid Regragui con la nazionale marocchina, in vista dei Mondiali di calcio in Qatar. Qui, gioca tre incontri, di cui due da titolare, con il Marocco capace di concludere il torneo al quarto posto. In seguito al risultato storico ottenuto, nel dicembre successivo Dari e il resto della rosa marocchina sono stati insigniti dell'Ordine del Trono durante un ricevimento al Palazzo Reale di Rabat.

## Statistiche

### Presenze e reti nei club
Statistiche aggiornate al 25 giugno 2025.
| Stagione                | Squadra                 | Campionato              | Campionato | Campionato | Coppe nazionali | Coppe nazionali | Coppe nazionali | Coppe continentali | Coppe continentali | Coppe continentali | Altre coppe  | Altre coppe | Altre coppe | Totale | Totale |
| Stagione                | Squadra                 | Comp                    | Pres       | Reti       | Comp            | Pres            | Reti            | Comp               | Pres               | Reti               | Comp         | Pres        | Reti        | Pres   | Reti   |
| ----------------------- | ----------------------- | ----------------------- | ---------- | ---------- | --------------- | --------------- | --------------- | ------------------ | ------------------ | ------------------ | ------------ | ----------- | ----------- | ------ | ------ |
| 2017-2018               | Wydad Casablanca        | 1P                      | 3          | 0          | CM              | 0               | 0               | CCL                | 0                  | 0                  | -            | -           | -           | 3      | 0      |
| 2018-2019               | Wydad Casablanca        | 1P                      | 26         | 3          | CM              | 3               | 0               | CCL                | 13                 | 0                  | -            | -           | -           | 42     | 3      |
| 2019-2020               | Wydad Casablanca        | 1P                      | 9          | 0          | CM              | 1               | 0               | CCL                | 4                  | 0                  | -            | -           | -           | 14     | 0      |
| 2020-2021               | Wydad Casablanca        | 1P                      | 26         | 3          | CM              | 4               | 0               | CCL                | 10                 | 0                  | -            | -           | -           | 40     | 3      |
| 2021-2022               | Wydad Casablanca        | 1P                      | 26         | 2          | CM              | 2               | 0               | CCL                | 13                 | 3                  | -            | -           | -           | 41     | 5      |
| Totale Wydad Casablanca | Totale Wydad Casablanca | Totale Wydad Casablanca | 90         | 8          |                 | 13              | 0               |                    | 40                 | 3                  |              | -           | -           | 143    | 11     |
| 2022-2023               | Brest                   | L1                      | 18         | 1          | CF              | 2               | 0               | -                  | -                  | -                  | -            | -           | -           | 20     | 1      |
| 2023-gen. 2024          | Brest                   | L1                      | 4          | 0          | CF              | 0               | 0               | -                  | -                  | -                  | -            | -           | -           | 4      | 0      |
| Totale Brest            | Totale Brest            | Totale Brest            | 22         | 1          |                 | 2               | 0               |                    | -                  | -                  |              | -           | -           | 24     | 1      |
| gen.-giu. 2024          | Charleroi               | PL                      | 5+4        | 1+2        | CB              | -               | -               | -                  | -                  | -                  | -            | -           | -           | 9      | 3      |
| 2024-2025               | Al-Ahly                 | PL                      | 6+3        | 0          | CE+CdL          | 0+0             | 0               | CCL                | 6                  | 0                  | SE+SA+CI+Cmc | 0+0+1+3     | 0           | 19     | 0      |
| Totale carriera         | Totale carriera         | Totale carriera         | 130        | 12         |                 | 15              | 0               |                    | 46                 | 3                  |              | 4           | 0           | 195    | 15     |

### Cronologia presenze e reti in nazionale
| Cronologia completa delle presenze e delle reti in nazionale ― Marocco | Cronologia completa delle presenze e delle reti in nazionale ― Marocco | Cronologia completa delle presenze e delle reti in nazionale ― Marocco | Cronologia completa delle presenze e delle reti in nazionale ― Marocco | Cronologia completa delle presenze e delle reti in nazionale ― Marocco | Cronologia completa delle presenze e delle reti in nazionale ― Marocco | Cronologia completa delle presenze e delle reti in nazionale ― Marocco | Cronologia completa delle presenze e delle reti in nazionale ― Marocco |
| Data                                                                   | Città                                                                  | In casa                                                                | Risultato                                                              | Ospiti                                                                 | Competizione                                                           | Reti                                                                   | Note                                                                   |
| ---------------------------------------------------------------------- | ---------------------------------------------------------------------- | ---------------------------------------------------------------------- | ---------------------------------------------------------------------- | ---------------------------------------------------------------------- | ---------------------------------------------------------------------- | ---------------------------------------------------------------------- | ---------------------------------------------------------------------- |
| 7-12-2021                                                              | Doha                                                                   | Marocco                                                                | 1 – 0                                                                  | Arabia Saudita                                                         | Coppa araba FIFA 2021 - 1º turno                                       | -                                                                      |                                                                        |
| 13-6-2022                                                              | Casablanca                                                             | Liberia                                                                | 0 – 2                                                                  | Marocco                                                                | Qual. Coppa d'Africa 2023                                              | -                                                                      | 46’                                                                    |
| 23-9-2022                                                              | Cornellà de Llobregat                                                  | Marocco                                                                | 2 – 0                                                                  | Cile                                                                   | Amichevole                                                             | -                                                                      |                                                                        |
| 27-9-2022                                                              | Siviglia                                                               | Paraguay                                                               | 0 – 0                                                                  | Marocco                                                                | Amichevole                                                             | -                                                                      |                                                                        |
| 10-12-2022                                                             | Doha                                                                   | Marocco                                                                | 1 – 0                                                                  | Portogallo                                                             | Mondiali 2022 - Quarti di finale                                       | -                                                                      | 57’ 70’                                                                |
| 14-12-2022                                                             | Al Khor                                                                | Francia                                                                | 2 – 0                                                                  | Marocco                                                                | Mondiali 2022 - Semifinale                                             | -                                                                      |                                                                        |
| 17-12-2022                                                             | Al Rayyan                                                              | Croazia                                                                | 2 – 1                                                                  | Marocco                                                                | Mondiali 2022 - Finale 3º posto                                        | 1                                                                      | 64’                                                                    |
| Totale                                                                 |                                                                        | Presenze                                                               | 7                                                                      |                                                                        | Reti                                                                   | 1                                                                      |                                                                        |

## Palmarès

### Club

#### Competizioni nazionali
- Campionato marocchino: 3

Wydad Casablanca: 2018-2019, 2020-2021, 2021-2022
- Supercoppa d'Egitto: 1

Al-Ahly: 2024
- Campionato egiziano: 1

Al-Ahly: 2024-2025

#### Competizioni internazionali
- CAF Champions League: 1

Wydad Casablanca: 2021-2022
- Coppa Intercontinentale FIFA - Coppa Africa-Asia-Pacifico: 1

Al-Ahly: 2024